# Alex Miskirtchian
Alex Miskirtchian est un boxeur belgo-arménien.

## Carrière professionnelle
D'origine arménienne, Alexandre Miskirtchian est né le 24 décembre 1985. C'est en Belgique, plus précisément dans la province de Namur, qu'il concilie sa carrière de boxeur avec un métier au sein de la clinique et maternité Sainte-Élisabeth de Namur.
Après avoir remporté deux fois le titre de champion de Belgique chez les amateurs, Alex Miskirtchian devient boxeur professionnel en janvier 2005. En 2009, il remporte le titre de champion de Belgique des poids plumes et la même année le titre de la communauté européenne face au boxeur français Osman Aktas. L'année suivante, il remporte le titre WBC International à Ciney (Belgique) en battant par arrêt de l'arbitre au 4e round le thaïlandais Rachamongkol Sor Pleonchit.
En 2011, il devient le nouveau champion d'Europe des poids plumes en battant aux points à Charleville-Mézières le tenant du titre Sofiane Takoucht. Il est consacré dans sa ville d'adoption et reçoit pour la seconde fois le mérite sportif de la ville de Dinant.
En 2012, après une préparation avec Abel Sanchez à Big Bear Lake, Alex défend victorieusement son titre face au Français Philippe Frenois. Il crée à Dinant une académie de boxe.
En 2013, Alex bat son chalengeur officiel Andréas Evensen à Esbjerg au Danemark par arrêt de l'arbitre au 12e round,,. Il est alors classé dans le top 5 de plusieurs fédérations mondiales et se prépare pour une opportunité mondiale.
Le champion d’Europe dinantais a reçu pour la 3e fois le 8 mars 2013 le mérite sportif de la province de Namur pour l’année 2012. Classé #3 au par l'IBF, il affronte champion du monde Evgeny Gradovich mais s'incline aux points le 31 mai 2014.